# Benneth Fagerlund
Olof Benneth Fagerlund, född 16 oktober 1959 i Torsåkers församling i Gästrikland, är en svensk kompositör, producent och musiker.
Som musiker har Fagerlund medverkat på flera produktioner. 2001 spelade han piano, orgel och keyboards på Lasse Berghagens Som en blänkande silvertråd och 2003 producerade han Ola Magnells album Vallmoland tillsammans med Lalla Hansson samt spelade piano. 2005 utgav han albumet Kärlekssånger tillsammans med Ronny Eriksson och Anna-Lotta Larsson, producerade och spelade keyboards på Lill-Babs' album Här är jag samt medverkade på hyllningsalbumet Påtalåtar - en hyllning till Ola Magnell med låten "Malvina utan mörker". Året efter producerade han Sanna Carlstedts De e jag som är Sanna och 2007 spelade han EP-skivan Med hjärtat till vänster tillsammans med Carlstedt och Stefan Sundström samt albumet Hopkok tillsammans med Eriksson. 2008 spelade han klaviatur och dragspel på Carlstedts andra album Sånger under eken.
Fagerlund är sedan 1999 medlem i bandet Medborgarna.
Fagerlund komponerade musiken till filmen Kontorstid (2003) och medverkade även som instrumentalist i Sanning eller konsekvens (1997).
Fagerlund driver skivbolaget Satellite Records med säte i Stockholm.

## Filmmusik
- 2003 – Kontorstid

Instrumentalist
- 1997 – Sanning eller konsekvens